# Cresaptown-Bel Air (Maryland)
Cresaptown-Bel Air é uma Região censo-designada localizada no estado americano de Maryland. É uma combinação das localidades de Cresaptown e Bel Air.

## Demografia
Segundo o censo americano de 2000, a sua população era de 5884 habitantes.

## Geografia
De acordo com o United States Census Bureau tem uma área de
19,3 km², dos quais 19,3 km² cobertos por terra e 0,0 km² cobertos por água.

## Localidades na vizinhança
O diagrama seguinte representa as localidades num raio de 12 km ao redor de Cresaptown-Bel Air.